# Tregarth
Tregarth är en by i Gwynedd i Wales. Byn är belägen 200 km 
från Cardiff. Orten har 1 277 invånare (2016).